# Марк Помпей Макрин
Вижте пояснителната страница за други личности с името Марк Помпей.
Марк Помпей Макрин (на латински: Marcus Pompeius Macrinus) е политик и сенатор на Римската империя през 2 век.

## Биография
Той е син на Марк Помпей Макрин (суфектконсул 115 г.).
През 164 г. Макрин е редовен консул заедно с Публий Ювентий Целс.